# Taguatinga (Tocantins)
Taguatinga es un municipio brasileño del estado del Tocantins. 

## Historia
Históricamente, la región sudeste del estado fue colonizada por exploradores, aventureros y misioneros religiosos, que allí fundaron diversas ciudades, poseedoras de bello patrimonio histórico. La catequesis de los indios y la utilización de la mano de obra esclava caracterizaron la colonización. 
La ciudad de Taguatinga, específicamente, tuvo su origen en la Hacienda Brejo, en el siglo XVIII. En 1855 el poblado fue elevado a la condición de villa. La comarca de Taguatinga solo fue creada en 1918, con sede en la Villa de Santa Maria de Taguatinga. Finalmente, en 1948 fue creado el municipio de Taguatinga. El nombre es derivado de la palabra tabatinga, un barro blanco que los antiguos moradores usaban para calar las paredes de las casas, muy común en la región. A "tierra de las palmeras", como es conocida Taguatinga, también conserva sus caserones del siglo XIX.

## Geografía
Se localiza a una latitud 12º24'14" sur y a una longitud 46º26'10" oeste, estando a una altitud de 634 metros, por causa de este hecho, la ciudad posee un clima más ameno, relativamente frío para los parámetros del Tocantins. Su población es de 14.528 habitantes y posee un área de 2.446,81 km² (IBGE/2008).